# Pärlchampinjon
Pärlchampinjon (Agaricus moelleri) är en svampart som beskrevs av Wasser 1976. Pärlchampinjon ingår i släktet champinjoner och familjen Agaricaceae. Arten är reproducerande i Sverige. Inga underarter finns listade i Catalogue of Life.